# Voronja
Voronja (ryska: Воронья) är en flod på Kolahalvön i Murmansk oblast i nordvästra Ryssland. Den är 155 kilometer lång och har ett avrinningsområde på 9 940 km², en medelvattenföring på 114 m³/s och en fallhöjd på 153 meter. Voronja löper från sjön Lovozero mitt på halvön och därifrån rätt norrut till utloppet i Voronjabukten i Barents hav vid tätorten Gavrilovo. 
Det finns två vattenkraftverk längs floden, Sierebrjanskaja kraftverk 1 och Sierebrjanskaja kraftverk 2, dessa har en total kapacitet på 351 MW och en årsproduktion på 1069 GWh.